# Geranium thunbergii
Geranium thunbergii är en näveväxtart som beskrevs av Philipp Franz von Siebold, John Lindley och Joseph Paxton.
Geranium thunbergii ingår i släktet nävor och familjen näveväxter. Inga underarter finns listade i Catalogue of Life.